# Herbert Knötel
Herbert Knötel, auch „Knötel, der Jüngere“ (* 6. April 1893 in Berlin; † 8. November 1963 ebenda), war ein deutscher Uniformkundler und Militärmaler, der als Kustos am Berliner Zeughaus wirkte.

## Leben
Herbert Knötel war der Sohn des Historienmalers Richard Knötel und dessen Ehefrau Anna (1867–1943), geborene Baronsky. Der Gymnasiallehrer und Landeshistoriker Paul Knötel war sein Onkel.
Herbert Knötel studierte an der Berliner Kunstakademie. Er diente 1912/13 als Einjährig-Freiwilliger beim Leib-Grenadier-Regiment Nr. 8 in Frankfurt an der Oder, wurde im Ersten Weltkrieg 1914 zum Infanterie-Regiment 148 eingezogen, als Zugführer in der Schlacht bei Tannenberg schwer verwundet und Ende 1914 zum Leutnant der Reserve ernannt.
Nach Ende des Ersten Weltkriegs konnte er 1920 mit Band XVIII den letzten Band der von seinem Vater begonnenen Uniformenkunde fertigstellen. In den Jahren 1924/1925 veröffentlichte er mit dem Wiener Maler Siegfried Weyr und weiteren Beteiligten Das Kasket – Handdrucke zur Geschichte der militärischen Tracht, mit 133 Originalgrafiken der beteiligten Künstler.
Für den unter der Regie von Ernst Wendt 1925 erschienenen Film Bismarck – Der Film der Deutschen sowie den 1927 erschienenen Historien-Stummfilm Bismarck 1862–1898 von Curt Blachnitzky agierte er als Berater für die Uniformen und Waffenkunde.
Im Zeitraum von 1926 bis 1929 entstanden die ersten von Herbert Knötel gezeichneten Blätter der von ihm mit Hans Brauer begründeten Uniformbogen (sogenannte Brauer-Uniformbogen), die als Handreichungen für Uniformkundler, Sammler und Liebhaber von Zinnfiguren gedacht waren.
In der Zeit ab Anfang der 1930er Jahre erschienen insgesamt 1440 seiner Bilder in sechs Sturm-Zigarettenbilderalben (pro Album 240 Bilder) der Sturm-Zigaretten-Fabrik aus Dresden.
Ab September 1936 erschien im Verlag von Diepenbroick-Grüter & Schulz in Zusammenarbeit mit in- und ausländischen Uniformkundlern in größerem Format (20 × 28 cm) die Uniformenkunde, Neue Folge mit zunächst 6, dann monatlich 2 handkolorierten Tafeln, zu denen noch besondere Textblätter veröffentlicht wurden. Von dieser Neuen Folge wurden bis zum Kriegsausbruch 1939 insgesamt 78 Tafeln in 2 Bänden veröffentlicht.
Im Jahr 1938 wurde er als Nachfolger des 1937 wegen Verstoßes gegen die NS-Rassegesetze entlassenen Kunsthistorikers Paul Post (1882–1956) als Kustos am Berliner Zeughaus eingestellt. Herbert Knötel gestaltete in der Folge mit dem Direktor des Zeughauses Konteradmiral a. D. Hermann Lorey zahlreiche Ausstellungen, organisierte Führungen und nahm im Verlauf des Zweiten Weltkriegs mit Konteradmiral a. D. Hermann Lorey an den durchgeführten Beute- und Sammelreisen teil. Im Jahr 1943 wurde er zum Oberregierungsrat ernannt.
Im April 1945 wurde seine Wohnung mitsamt der zum Teil noch von seinem Vater stammenden Sammlung durch Kriegseinwirkung zerstört.
Herbert Knötel war seit 1923 mit seiner aus Schweden stammenden Frau Lea, geborene Mansson, verheiratet. Das Ehepaar hatte eine Tochter. Er und seine Frau wurden in Hörup in Südschweden bestattet.
Er war seit 1919 Mitglied, seit 1921 Vorstandsmitglied und von 1952 bis 1957 Vorsitzender der Deutschen Gesellschaft für Heereskunde e. V.
Der Nachlass von Herbert Knötel befindet sich im Wehrgeschichtlichen Museum Rastatt.

## Werke (Auswahl)
- mit Siegfried Weyr und weiteren Beteiligten (u. a. Martin Lezius, Friedrich Ludwig Scharf): Das Kasket – Handdrucke zur Geschichte der militärischen Tracht. Wien 1924/1925.
- mit Paul Pietsch und Werner Collas: Das Deutsche Heer. Friedensuniformen bei Ausbruch des Weltkrieges. Hamburg 1935 bis 1941.